# Chrieschwitz
Chrieschwitz ist ein Stadtteil im Stadtgebiet Ost von Plauen im Vogtlandkreis (Sachsen).

## Geographie
Chrieschwitz liegt nordöstlich der Plauener Altstadt. Angrenzende Stadtteile im Stadtgebiet Ost sind Alt Chrieschwitz im Norden und Osten, Reusa mit Sorga im Süden und die Reichenbacher Vorstadt im Südosten. Jenseits der Weißen Elster liegt die zum Stadtgebiet Nord gehörende Hammertorvorstadt im Westen.
Die Gemarkung Chrieschwitz umfasst 7239 Hektar und ist deckungsgleich mit den Stadtteilen Chrieschwitz, Alt Chrieschwitz und Preißelpöhl.

## Geschichte
Archäologische Funde in der Gemarkung lassen sich der Lausitzer Kultur zuordnen und belegen eine bronzezeitliche Siedlungstätigkeit.

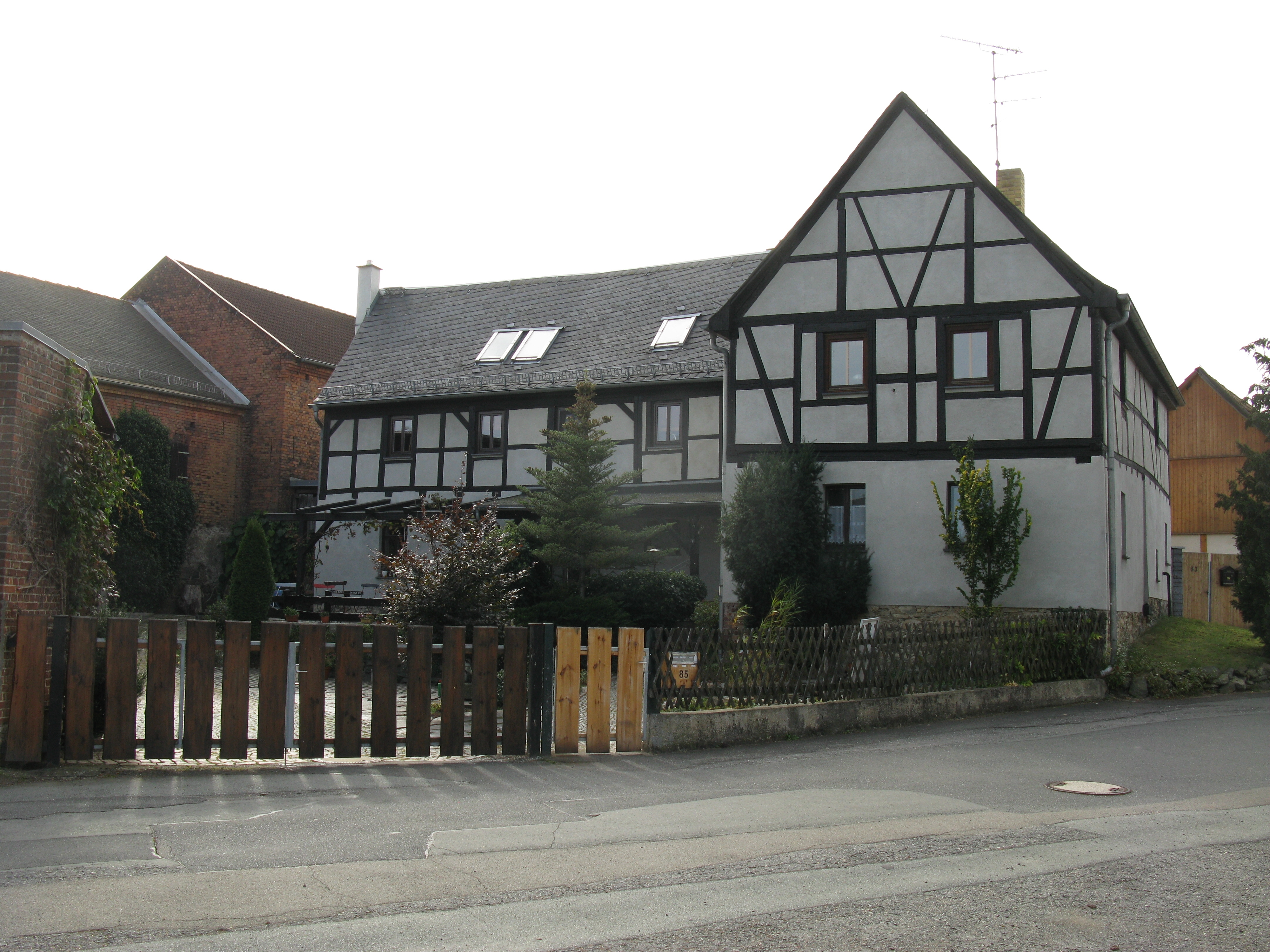
Denkmalgeschütztes Gehöft in der Möschwitzer Straße

Die urkundliche Ersterwähnung des Ortes erfolgte zeitgleich mit Plauen im Jahr 1122, als Graf Everstein eine Hufe des Dorfes Cribsiz der neuerbauten Johanniskirche dotierte. Das Dorf war vermutlich schon deutlich älter, denn die Dorfanlage ist aus einer Sackgasse, einem Rundling und einem Platzdorf zusammengewachsen. Spätestens im 16. Jahrhundert gehörte Chrieschwitz als Amtsdorf zum Amt Plauen, anteilig auch zum 1551 erwähnten Rittergut Chrieschwitz, das 1589 der Rat der Stadt kaufte.
Die Landgemeinde Chrieschwitz der Amtshauptmannschaft Plauen wurde im Januar 1900 in die Stadt Plauen eingegliedert.

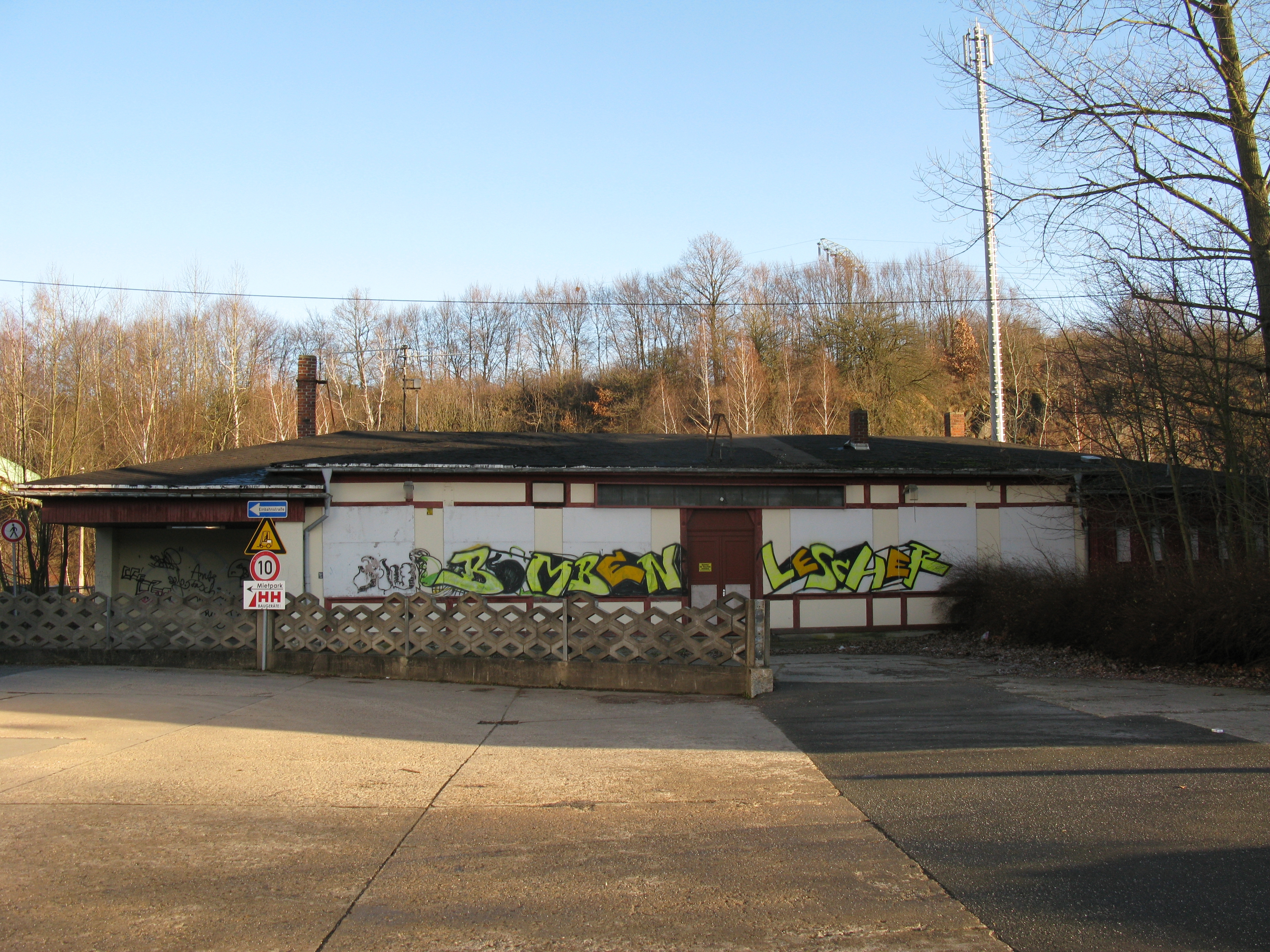
Empfangsgebäude des Bahnhofs Chrieschwitz

Bereits seit dem ausgehenden 19. Jahrhundert führte durch Chrieschwitz die eingleisige Bahnstrecke Gera Süd–Weischlitz (Elstertalbahn). Ab 1910 wurde der Bau der Verbindungsbahn Lottengrün–Plauen projektiert und letztlich 1923 fertiggestellt. Von Osten kommend mündete die Strecke vor dem ebenfalls 1923 eröffneten Bahnhof Plauen (Vogtl)-Chrieschwitz in die Strecke der Elstertalbahn ein, die bis zum unteren Plauenschen Bahnhof zweigleisig ausgebaut wurde. Anfang der 1970er Jahre wurde die Verbindungsbahn aufgegeben und abgebaut, der denkmalgeschützte Bahnhof Chrieschwitz wurde 2006 wegen Sicherheitsmängeln geschlossen.
Als man in den 1950er Jahren der Wohnungsknappheit mit Plattenbauten begegnete, wurde Chrieschwitz durch diese geprägt. An die frühere dörfliche Bebauung erinnern unter anderem zwei denkmalgeschützte Vierseithöfe sowie das ebenfalls in der Liste der Kulturdenkmale in Chrieschwitz verzeichnete Rittergut mit seinem 1884 erbauten Herrenhaus.

### Bevölkerungsentwicklung
| Jahr | Einwohner |
| ---- | --------- |
| 1834 | 354       |
| 1871 | 630       |
| 1890 | 1183      |

Mitte des 16. Jahrhunderts lebten in Chrieschwitz 33 besessene Mann, 1 Gärtner, 1 Häusler und 12 Inwohner. Zwei Jahrhunderte später war die Bevölkerung im Jahr 1764 – ein Jahr nach Ende des Siebenjährigen Kriegs – auf 31 besessene Mann und 4 Häusler geschrumpft.
Bei der ersten Volkszählung nach dem Beitritt des Königreichs Sachsen zum Deutschen Zollverein wurden für Chrieschwitz 354 Einwohner im Jahr 1834 ermittelt. Bis 1871 stieg die Zahl an auf 630 Einwohner, in den darauffolgenden zwei Jahrzehnten stieg sie weiter auf 1183 im Jahr 1890.

## Öffentlicher Nahverkehr
Chrieschwitz wird von den Straßenbahnlinien 2 und 5 der Straßenbahn Plauen bedient, die Endstation nennt sich „Waldfrieden“. Im nördlichen Bereich verkehrt zudem die Stadtbus-Linie A samstags und sonntags und die Stadtbus-Linie D montags bis freitags zur in Chrieschwitz liegenden Haltestelle „Wartberg“.
Die Haltestelle „Waldfrieden“ wird im Regionalverkehr von der zweistündlichen TaktBus-Linie 63 bedient, die von Plauen nach Neuensalz, Treuen und Plohn führt. In der Hauptverkehrszeit wird sie auf einen Stundentakt verdichtet.

## Ortsname
Neben der Form Cribsiz aus der urkundlichen Ersterwähnung (1122) sind Criswicz (1288) und Crischwicz (1303) belegt, die lautlich dem heutigen Namen bereits recht nahekommen. Weitere urkundlich überlieferte Namensformen sind Krischwicz (1373), Crißwicz (1419), Krischewicz (1438) und Cryschwitz (1506), die heutige Namensform ist in ihrer Schreibweise spätestens seit 1724 belegt.